# Neujahrsfest
Unter Neujahrsfest versteht man Feiern und Gebräuche zum Beginn des neuen Jahres, am Neujahrstag. Diese werden je nach kulturellem Zusammenhang und Religion in unterschiedlicher Weise begangen.

## Kalenderrechnung
Das Datum des Neujahrsfestes – das oft mehrere Tage gefeiert wird – beruht auf der jeweiligen Kalenderrechnung: entweder nach dem Sonnenlauf (z. B. Gregorianischer Kalender) oder wie in Ostasien nach dem Lunisolarjahr. Hier fällt das traditionelle Fest immer auf einen Neumond, sodass es bezüglich des westlichen Kalenders um bis zu einem Monat variieren kann (siehe Mond-Neujahr). Im Islam wird ein reiner Mondkalender verwendet, sodass sich Neujahr (und andere Feste) alljährlich um etwa elf Tage rückwärts verschieben.
In vielen Ländern weicht das Datum des Neujahrsfestes vom westlichen ab, insbesondere wenn in die traditionelle, meist religiös geprägte Kalenderrechnung neben dem Sonnenlauf auch das sog. Mondjahr eingeht. Daher wird das Neujahrsfest zu sehr unterschiedlichen Terminen gefeiert.

## Westlich-christliche Kultur

### Bräuche zum Jahreswechsel

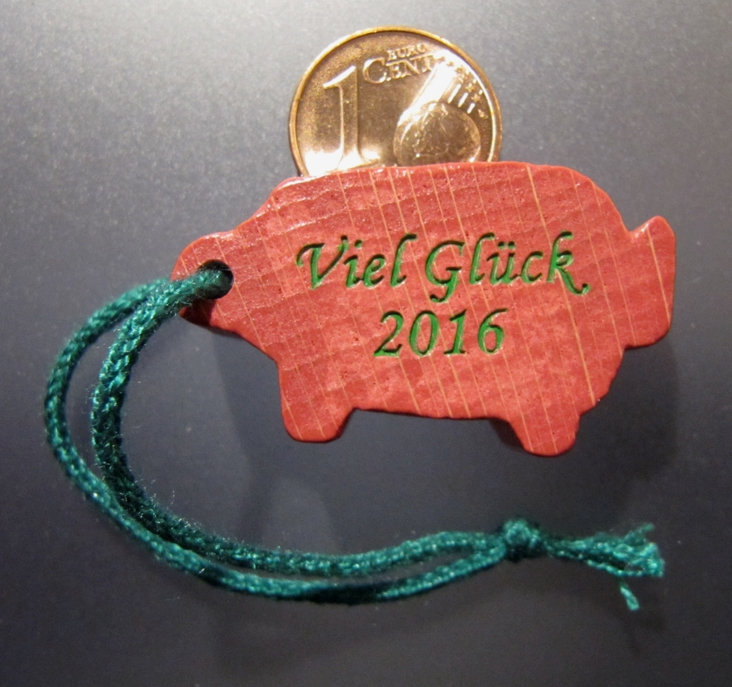
Glücksbringer: Glücksschwein und 1-Cent-Münze (Neujahr 2016)

Im deutschsprachigen Raum finden die Feierlichkeiten meist in der Nacht des Jahreswechsels statt und werden als Silvesterfeier bezeichnet. Zum Jahreswechsel gehören Glück- und Gesundheitswünsche (Neujahrswünsche) für das neue Jahr sowie oft ein Neujahrstrunk. So wünscht man sich zum Beispiel oft „einen Guten Rutsch“ ins neue Jahr. Glück- und Gesundheitswünsche auszusprechen, ist noch einige Tage nach Neujahr üblich.
Große Kultur- und Sinfonieorchester veranstalten an Neujahr oft ein Neujahrskonzert, etwa das Neujahrskonzert der Wiener Philharmoniker.
Für viele Menschen spielen die sog. Glücksbringer eine große Rolle, etwa Glücksschweine und Rauchfangkehrer (Schornsteinfeger), Vierblättriger Klee usw. Auch das Geschenkpapier ist mit diesen Symbolen bedruckt. Als Naschwerk werden Berliner (Pfannkuchen) oder Neujahrskrapfen gereicht.
In Italien gehört das Tragen von roter Unterwäsche zum Jahreswechsel zum Brauchtum, bei der französischen Feier Le Réveillon de Saint-Sylvestre gehören Champagner und das mitternächtliche Küssen unter dem Mistelzweig dazu und zum schottischen Hogmanay wird die Tradition des „first-footing“ kultiviert, bei dem man mit einem Glas Whisky, einem Stück Kohle, und weiteren definierten Mitbringseln über die Schwelle von Nachbarn und Freunden tritt. Im angelsächsischen Sprachraum ist das Singen des Traditionals Auld Lang Syne weit verbreitet.
Bis in das 18. Jahrhundert hinein gehörten häufig Gewehrschüsse zum Neujahrsfest, wie sich aus einer Verordnung zur Brandverhütung vom 12. Oktober 1751 im Kurfürstentum Trier ergibt. Hiermit wurde zu Neujahr und weiteren Anlässen dieses Schießen verboten. Die Strafe für Übertretungen, die auch hier wohl sehr häufig waren, wurde am 23. April 1774 auf zwei Gulden erhöht.
In Franken gibt es den dörflichen Brauch, dass am 1. Januar, später am 28. Dezember üblich, Kinder von Haus zu Haus ziehen und mit einem aufgesagten Spruch um ein Geschenk bitten.
Eine breite Übersicht besonders über das ältere Neujahrsbrauchtum in der Deutschschweiz findet sich im Schweizerischen Idiotikon.

### Der 1. Januar in der christlichen Kirche

#### Besondere Festtage
Schon um 700 n. Chr. war es in Rom üblich, den 1. Januar als Marienfest zu feiern: Natale sanctae Mariae. Durch die Übernahme der byzantinischen Feste Verkündigung des Herrn am 25. März und Mariä Aufnahme in den Himmel am 15. August verlor das Fest an Bedeutung, so dass der Oktavtag von Weihnachten als Fest der Beschneidung des Herrn aus den fränkisch-deutschen Kalendarien auch in den Kalender der stadtrömischen Liturgie Aufnahme fand. Die Kalenderreform von 1969 im Gefolge des Zweiten Vatikanischen Konzils führte das historische Marienfest als Hochfest der Gottesmutter Maria wieder ein, während der Namengebung Jesu der 3. Januar als Gedenktag gewidmet ist (zuvor: Fest des allerheiligsten Namens Jesu). In zeitgenössischen Kalendern können sich am 1. Januar die folgenden Eintragungen finden: „Neujahr, Oktavtag von Weihnachten, Namengebung des Herrn, Hochfest der Gottesmutter Maria.“ Ferner setzte Papst Paul VI. den Neujahrstag 1967 als Weltfriedenstag fest.
Martin Luther ließ das Jahr der reformatorischen Kirche mit dem 25. Dezember beginnen und wollte den 1. Januar nur als „Tag der Beschneidung und Namensgebung des Herrn“ gefeiert haben. Nach 1550 machten ihn andere Reformatoren (Philipp Melanchthon, Johannes Brenz) zum christlichen Neujahr: Rückblick und Ausblick gaben dem Tag in der Evangelischen Kirche den Charakter eines Gottesdienstes für Dank und Bitte: man begann das Neue Jahr ausdrücklich in Jesu Namen (EG 58–65). Die kirchliche Feier am vorangehenden „Altjahrsabend“ hatte eine ähnliche Ausrichtung, ging aber später oft in einen geselligen Abend über.

#### Traditionelle Neujahrspredigten
Seit dem 15. Jahrhundert sind in Deutschland neben den Predigten über das Beschneidungsfest und über die Namensgebung Jesu auch Neujahrspredigten überliefert, in denen die Geistlichen der Gemeinde symbolische „Neujahrsgeschenke“ machten. Dabei wurden verschiedene Gegenstände des Alltagslebens, Pflanzen, Edelsteine oder Tiere den verschiedenen Ständen (zum Beispiel Eheleuten, Jungfrauen, Obrigkeiten und alten Leuten) „verehrt“ und nach ihren symbolischen Eigenschaften ausgelegt. Vorbild hierfür war der Brauch, sich mit den Nachbarn zu Neujahr gute Wünsche oder kleine Geschenke auszutauschen.

„Ein guot selig ior“. Vorläufer der Neujahrskarte 1466

Ein solcher Brauch war schon aus der römischen Antike bekannt, und die Geschenke nannte man daher lateinisch strenae. Obwohl Luther die Form der „Schenkungspredigten“ zu Neujahr ausdrücklich abgelehnt hatte – wohl weil die Auslegungen oftmals bewusst auf die Belustigung des Publikums zielten – übernahmen seit dem Ende des 16. Jahrhunderts auch lutherische Pastoren diese Sitte. Die Form der Neujahrspredigten mit der Aufzählung verschiedener gesellschaftlicher Stände wirkte dann im 17. Jahrhundert weiter in Flugblättern mit Neujahrsgedichten, die man als Neujahrsgruß verschenken konnte.
Während der ersten Jahrzehnte des 20. Jahrhunderts wurde in den Gottesdiensten kaum auf den Jahreswechsel Bezug genommen. Das Kirchenjahr begann nämlich mit dem ersten Adventsonntag, also um den Monatswechsel November/Dezember.

#### Lieder zu Neujahr
Im 16. Jahrhundert entstanden – vor allem durch den musikalischen Impetus vieler evangelischer Christen – zahlreiche Neujahrslieder. Auch im Barock und seiner ausgeprägten Kirchenmusik sind einige entstanden, unter anderem von Bach und seinen Söhnen. Manche dieser damaligen Lieder werden bis heute gesungen, z. B. „Das Alte ist vergangen, das Neu’ hat angefangen …“. Mehrere dieser Lieder gehören zum Repertoire der heutigen Sternsinger.

## Die Bedeutung des Jahreswechsels
Obwohl schon in der Antike die unterschiedlichen und teilweise beweglichen Termine als störend empfunden wurden, hat dies die Hochschätzung der Neujahrsfeste nicht beeinträchtigt. Trotz der sogar verschiedenen Jahreslänge behielt jeder Übergang einer alten zu einer neuen Zeitperiode seine Symbolik, je nach zugrunde liegender Weltanschauung: Für die Einbindung in den Kosmos und seine vermutete Ewigkeit, als Sinnbild der wiederkehrenden Sonne, für Fruchtbarkeit und gute Ernten, für Tod und die Folge der Generationen, für die Sehnsucht nach künftigem Glück, für Geborgenheit in Gott, für religiöse Neuschöpfung oder periodische Wiedergeburt, und allgemein für die Verlässlichkeit der Jahreszeiten und ihrer Besonderheiten.
In früheren Zeiten wurde in Europa der Jahreswechsel nicht Anfang Januar, sondern am Dreikönigstag oder am 1. April begangen, also kurz nach dem Frühlingsbeginn. Möglicherweise hat der Aprilscherz hierin seinen Ursprung. Wer bei der Kalenderreform nicht mitmachen und das alte Neujahrsfest feiern wollte, wurde mit ironischen Gaben und Spott an das neue Datum erinnert.

### Jahreszeitlicher Rhythmus
Allen Lebewesen ist ein gewisses Bedürfnis nach zeitlicher Gliederung eigen, das sich beim Menschen mit der Besinnung über die nahe Vergangenheit und Zukunft trifft:
- Der Zyklus der Jahreszeiten ist fast allen geographischen Regionen so unverkennbar – ob im Wechsel von Feucht- und Trockenzeiten oder von Stürmen, ob in vier Jahreszeiten der gemäßigten Zonen, oder als Erscheinung von Polarnacht und -Tag – dass von jeher auch das Arbeitsjahr davon beeinflusst wird.
- Gliederung der Zeit: sie ist einerseits durch die Vegetationszeiten vorgegeben, andererseits entspricht sie einem Grundbedürfnis des Menschen, der zur seelischen Gesundheit ein Gleichgewicht zwischen Stabilität (Dauer) und Wechsel benötigt. In die winterlichen Riten spielt auch die Erfahrung der Sonnenwende, das körperliche Bedürfnis nach Winterruhe und früher auch die Freigabe der Ernte hinein, deren Benützung bei vielen sogenannten „Naturvölkern“ mit einem Tabu belegt war.

### Besinnlichkeit und Traditionen der Gemeinschaft
Die jahreszeitlichen Zyklen werden uns in Zeiten der Kälte und längerer Nächte (siehe unten, Astronomische Gegebenheiten) bzw. reduzierter Tätigkeit stärker bewusst. Dies kann sich beim Individuum wie in der Gesellschaft auswirken:
- Persönliche Besinnung, Überdenken des vergangenen Jahres (Erfolge und Misserfolge, getroffene Entscheidungen, soziale Interaktionen usw.), Fragen der Gesundheit, Themen wie (Un-)Zufriedenheit und Ängste, (gute) Vorsätze[5] und Wünsche für die Zukunft.
- Sozialer Austausch von Erfahrungen und gemeinsame Reflexion (worin oft auch religiöse Aspekte oder Feste eine Rolle spielen), das Gedenken an die Verstorbenen, die Kultur des Dankes (in verschiedene Richtungen hin) und die Unsicherheit bzw. Neugier über Bevorstehendes (siehe diverse Spiele, Bleigießen usw.).
- Zyklen und Rituale, Vorsichtsmaßnahmen und Ängste beim Gebrauch der Nahrung, beim Themenkreis Sexualität, Geburt und Sterben oder zum Fortbestand der ganzen Gemeinschaft; Bewusstwerden von speziell winterlichen Gefahren (z. B. Unfall, Kälte, Brandgefahr und Hunger) und stärkeres Erleben der Dunkelheit.

### Religiöse Aspekte
An allen Wendepunkten des Lebens sind neben den materiellen und gesellschaftlichen Aspekten auch Religion und Weltanschauung von Bedeutung. Beim jahreszeitlichen Wechsel spielen – je nach Kultur, Klima und religiöser bzw. nationaler Geschichte – so viele Aspekte hinein, dass eine vollständige Aufzählung kaum möglich erscheint. Einige auch im westlichen Kulturkreis einleuchtende Aspekte sind:
- Traditionelle Riten im Umgang mit der Ernte und dem Dank an Höhere Wesen, verschiedene Erntedankfeste und religiöse Tänze bzw. Spiele.
- Allgemeine Tendenz zu Gebet, Nachdenken oder Meditieren in Zeiten der Stille, der landwirtschaftlichen Ruhe oder vorwiegend häuslichen Arbeiten, oder unterm Sternhimmel der viel längeren Nächte.
- Mehr Zeit und Offenheit für gemeinsame Freizeit in Gruppen, im Paar und in der Familie, mehr Gelegenheit zur gegenseitigen Anregung usw., was auch – je nach Gottesbild – starken religiösen Konnex hat.

### Gemeinsame Elemente in verschiedenen Kulturen
Auch wenn die Neujahrsfeier in jeder Region eine andere Charakteristik hat, gibt es doch eine Reihe gemeinsamer Elemente. Einige von ihnen haben sich in der hiesigen Tradition auf den 31. Dezember verschoben.
- Rückblick und Vorblick
- Rituale, die den Jahreszyklus widerspiegeln
- Abendgottesdienste oder Morgenfeiern
- Gesundheits- und Reinigungs-Rituale, teilweise verbunden mit Fasten und Bußübungen, oder Sport
- Bräuche gegen die Zukunftsangst und schlechte Einflüsse (Dämonen und abergläubische Riten, Bekenntnis von Sünden {siehe auch Sündenbock} und Fehlern, Neujahrsvorsätze usw.)
- Glück wünschen oder segnen im Kreis der Familie oder der Freunde
- Zeremonielles Feuer und/oder Feuerwerk
- Prozessionen, Maskenzüge oder Schaukämpfe zweier Gruppen (Alt/Neu, Chaos/Ordnung usw.)
- Alkoholkonsum, Ausschweifung, Orgien verschiedener Art
- Szenenspiele, traditionelles Theater (z. B. „Die Fledermaus“) oder Neujahrskonzert
- Totengedenken und Zukunftsrituale, Gebetsgemeinschaften
- Mythen oder Geschichten erzählen

Die Mehrzahl dieser Gebräuche hat einen religiösen Bezug und wurden dementsprechend in priesterliche Handlungen oder kirchliche Feiern integriert, aber auch in okkulte Praktiken und Beschwörungen. Andere weit verbreitete Traditionen betreffen spezielle Aspekte der Vergangenheit oder der Zukunft, z. B. die Initiation von Jugendlichen, oder das Verbrennen symbolischer Gegenstände.

## Neujahrsfest und -bräuche in anderen Kulturen und Religionen

### Übersicht
- Assyrien: Kha b' Nisan.
- Buddhismus: Tết Nguyên Đán (Vietnam) und 春節 / 春节 chūn jié.
- China: Chinesisches Neujahrsfest, an einem Neumond zwischen 21. Januar und 21. Februar. Der Grund sind die Abweichung des Mondjahres vom Sonnenjahr und fallweise Schaltmonate.
- Hinduismus: Bikarami Samvat, ist dieses Jahr am 14. April.
- Iran, Afghanistan, Tadschikistan (auch bei Gruppen in Anatolien, dem Kaukasus und Pakistan bekannt): „Neuer Tag“ (No-rouz), aus der Zeit der Sassaniden. Dieses Neujahrsfest zu Frühlingsbeginn (21. März) wurde lange beibehalten und noch jetzt gefeiert.
- Islam: raʾs al-ʿāmm, Jahrestag der Hedschra (al-Hidschra) am 1. Muharram, doch kein offizieller Feiertag. Im Sonnenjahr jährlich um 10–12 Tage früher.
- Jainismus: Indisches Diwali-Fest, im November.
- Japan: Japanisches Neujahrsfest, am 1. Januar.
- Judentum: Rosch ha-Schana („Kopf des Jahres“), im September oder erste Hälfte Oktober. Neujahr 5778 war am 21. September 2017.
- Korea: Seollal, wird an dem gleichen Tag gefeiert wie das chinesische Neujahrsfest, aber mit gänzlich anderen Gebräuchen.
- Mongolei: Tsagaan Sar, ein Monat nach dem ersten Neumond, der auf die Wintersonnenwende folgt.
- Thailand: Songkran, 13. bis 15. April.
- Tibet: Losar, es richtet sich ebenfalls nach dem Lunisolarjahr, wird aber meist vier Wochen später begangen.

### Verschiedene Neujahrsbräuche

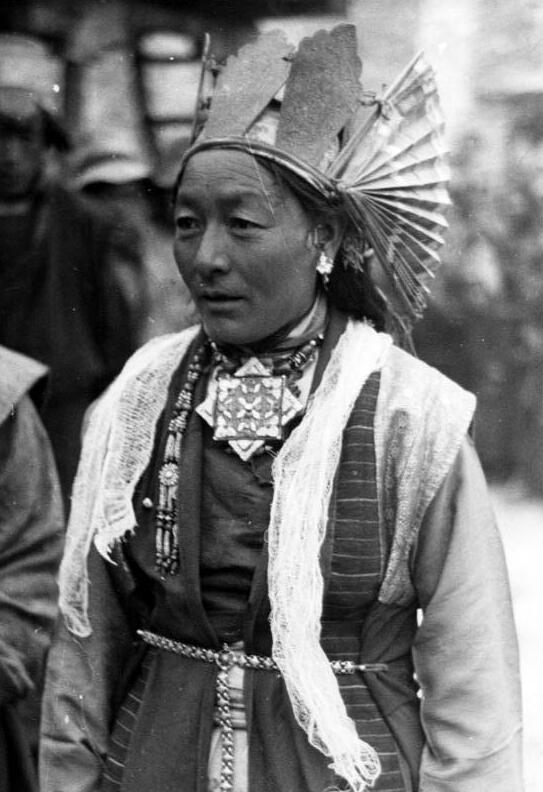
tibetanische Tänzerin beim Neujahrsfest (1938)

Auf der Südhalbkugel fällt Neujahr auf die Zeit nach der Sommersonnenwende, ist also ein hochsommerliches Fest. Während das Weihnachtsfest auch dort als „winterliches“ Fest mit – wenn auch künstlichem – Schnee verbunden ist, wird Neujahr nicht vorrangig mit dem Winter verbunden.
Die iranischen Völker und die Bahai feiern Nouruz seit dem Perserreich zu Frühlingsbeginn (20. März). Dementsprechend unterschieden sich die Traditionen deutlich von den unseren. Die Stunde des Jahresbeginns wurde mit großen, traditionellen Blasinstrumenten verkündet. Der Tisch des Festessens macht den Frühling und die Hoffnung auf ein Gutes Jahr mit 7 Symbolen sichtbar, die alle mit dem Buchstaben Sin beginnen: Senjed (Mehlbeere), Samanu (Süßgebäck), Sekeh (Münze), Sabzeh (grüne Weizentriebe), Siib oder Sif (Apfel), Serkeh (Essig) und Sir (Knoblauch). Sie bedeuten Glück, Gesundheit, Fruchtbarkeit und Wohlergehen. In islamischer Zeit kamen zu diesen „Haft-Sin“ („Sieben S“) noch gefärbte Eier, das Gewürz Somagh, Weihrauch (Sipand) und ein Koran auf das Tischtuch. Persische Zoroastrier nehmen die Awesta, Christen die Bibel.
Die altpersische Neujahrsfeier dauerte nicht nur 3–4 Tage (wie z. B. bei den Juden oder in Japan), sondern volle 13 Tage. Am letzten Tag fuhr man aus der Stadt ins Grüne und nahm eines der 7 Symbole mit: das zu Festbeginn gepflanzte Weizengras. Es wurde in den nächsten Fluss geworfen – als Symbol, dass nun alle bösen Geister aus dem Haus vertrieben waren.
Auch Japans Tradition kennt sieben Glücksbringer (Shichi Fukujin): spezielle Gottheiten, die nach dem Mythen am Neujahrstag auf ihrem Schiff Takarabune in den Hafen einlaufen. Das Schiff bringt fünf Schätze: Den unerschöpflichen Geldbeutel, einen Hut der unsichtbar macht, den Glücksmantel, den hölzernen Hammer des Reichtums und die geisterjagende Ratte. Ein gemaltes Bild von ihnen ist ein beliebtes Motiv, das sich viele Japaner am Neujahrstag unter das Kopfkissen legen. In den Tagen nach Neujahr ist es Brauch, die Schreine der Sieben aufzusuchen und ein Gutes Jahr zu erbitten.
Das chinesische Neujahrsfest dauert traditionell bis zu 15 Tage und wird mit dem Laternenfest abgeschlossen. Das tibetische Neujahrsfest heißt Losar, beginnt mit dem ersten Frühlingsmonat und wird mit Familienbesuchen und religiösen Zeremonien gefeiert.